# Turraea lanceolata
Turraea lanceolata là một loài thực vật có hoa trong họ Meliaceae. Loài này được Cav. miêu tả khoa học đầu tiên năm 1789.